# Notobathynella chiltoni
Notobathynella chiltoni är en kräftdjursart som beskrevs av Horst Kurt Schminke 1973. Notobathynella chiltoni ingår i släktet Notobathynella och familjen Parabathynellidae. Inga underarter finns listade i Catalogue of Life.